# 津田正行
津田 正行（つだ まさゆき、文政2年（1819年） - 文久元年4月11日（1861年5月20日）） は、加賀藩の家老、人持組津田玄蕃家第11代当主。
父は津田近義。養父は津田正直。正室は津田正直の娘。子に斯波淳六郎。養子に津田正邦（斯波蕃）。通称内蔵助。家紋は「片喰」。

## 生涯
弘化2年（1845年）、本家の津田正直の死去により、婿養子となり家督と知行1万石を相続する。弘化4年（1847年）9月、孝明天皇即位式に藩主前田斉泰の名代として上洛して出席する。安政6年（1859年）、富山藩主となった前田利同がまだ幼く、藩政を監督するため本藩から家老が派遣されることとなり、富山詰めとなる。万延元年（1860年）、山崎庄兵衛と交代して帰藩する。
文久元年（1861年）、死去する。家督は9代津田正矩の子の正邦が養子となって相続した。